# Pseudocleitamia pompiloides
Pseudocleitamia pompiloides är en tvåvingeart som först beskrevs av Walker 1859.  Pseudocleitamia pompiloides ingår i släktet Pseudocleitamia och familjen bredmunsflugor. Inga underarter finns listade i Catalogue of Life.